# Almoloya del Río
Almoloya del Río là một đô thị thuộc bang México, México. Năm 2005, dân số của đô thị này là 8939 người.